# Iglesia Evangélica Misionera Argentina
La Iglesia Evangélica Misionera Argentina (IEMA) es una congregación evangélica fundada en Argentina por José María Silvestri y Viviana Mabel Rodríguez, legalmente constituida en 1984, con sede en Rosario, Santa Fe. La iglesia se adscribe al credo protestante y está afiliada a la Asociación de Iglesias Evangélicas de la República Argentina (ACIERA). Tiene presencia en 11 provincias y en 3 países, y cuenta con más de 15 000 miembros activos.

### Historia
La iglesia inició sus actividades en 1984, llevando a cabo reuniones en una residencia particular y, posteriormente, en un local alquilado. En 1987 adquirió el predio donde se encuentra actualmente el templo central, ubicado en Bv Oroño 2647, Rosario. 
El crecimiento de la iglesia se atribuye a la visión de sus fundadores, quienes organizaron el trabajo en casas de familia llamadas Grupos de Crecimiento, en las cuales se realiza una reunión semanal dirigida por un líder denominado «maestro». Actualmente, la iglesia cuenta con más de 3500 grupos de crecimiento y 3000 maestros.

### Medios de comunicación
En 1988, la iglesia comenzó a transmitir su mensaje a través de medios de comunicación locales, tales como radio AM LT3, LT2, LT8 y Canal 3 de Rosario. En 1989, obtuvo un espacio en la frecuencia FM 88.5, con antena de transmisión en la ciudad de Pérez. En 1992, se fundó Canal Luz, una señal televisiva que se distribuye en el continente americano mediante el satélite Hispasat y a través de streaming.

### Educación
La iglesia administra el Complejo Educativo Cristiano IEMA, que abarca los niveles Inicial, Primario, Secundario y Terciario, y ofrece el título oficial de Técnico Superior en Multimedia.

### Ayuda Social
En 1994 se fundó Mutual La Roca, una institución que proporciona atención médica, asistencia económica y alimentos a personas en situación de vulnerabilidad social. En 2013, organismos gubernamentales reconocieron su labor en el acto público «Rosario dice gracias», destacando la ayuda solidaria realizada tras la explosión en la tragedia de calle Salta.